# Bauernhaus St. Medardus (Tannheim)
Das Bauernhaus „St. Medardus“ befindet sich an der Hauptstraße 50 in Tannheim im Landkreis Biberach in Oberschwaben. Es hat einen Eintrag im Verzeichnis der unbeweglichen Bau- und Kunstdenkmale und der zu prüfenden Objekte des Landesdenkmalamtes Baden-Württemberg, erstellt im Jahre 1978, Stand 11. Mai 2013.

## Beschreibung
Das Bauernhaus ist ein zweigeschossiger Putzbau mit Scherendachstuhl, bestehend aus Wohntrakt, Landwirtschaftsteil und angebautem Ladengeschäft. Es wurde im Jahre 1659/60 errichtet und befindet sich gegenüber dem Alten Pfarrhof. Die Benennung des Bauernhauses mit dem Heiligennamen St. Medardus wurde durch den Ochsenhausener Abt Cölestin Frener vorgenommen. Oberhalb der Wohnstube mit Bohlenbalkendecke befinden sich die Schlafzimmer. Der Landwirtschaftsteil besteht aus einem Stall. 
Das Lebensmitteleinzelhandelsgeschäft wurde noch bis in die 1980er Jahre betrieben. Innerhalb des Grundstückes steht ein separater Holzschuppen. Die Einrichtung der Wohnstube, Gerätschaften der Landwirtschaft und des Verkaufsraumes wurden in den letzten 100 Jahren kaum verändert und sind erhalten.

## Einzelnachweise

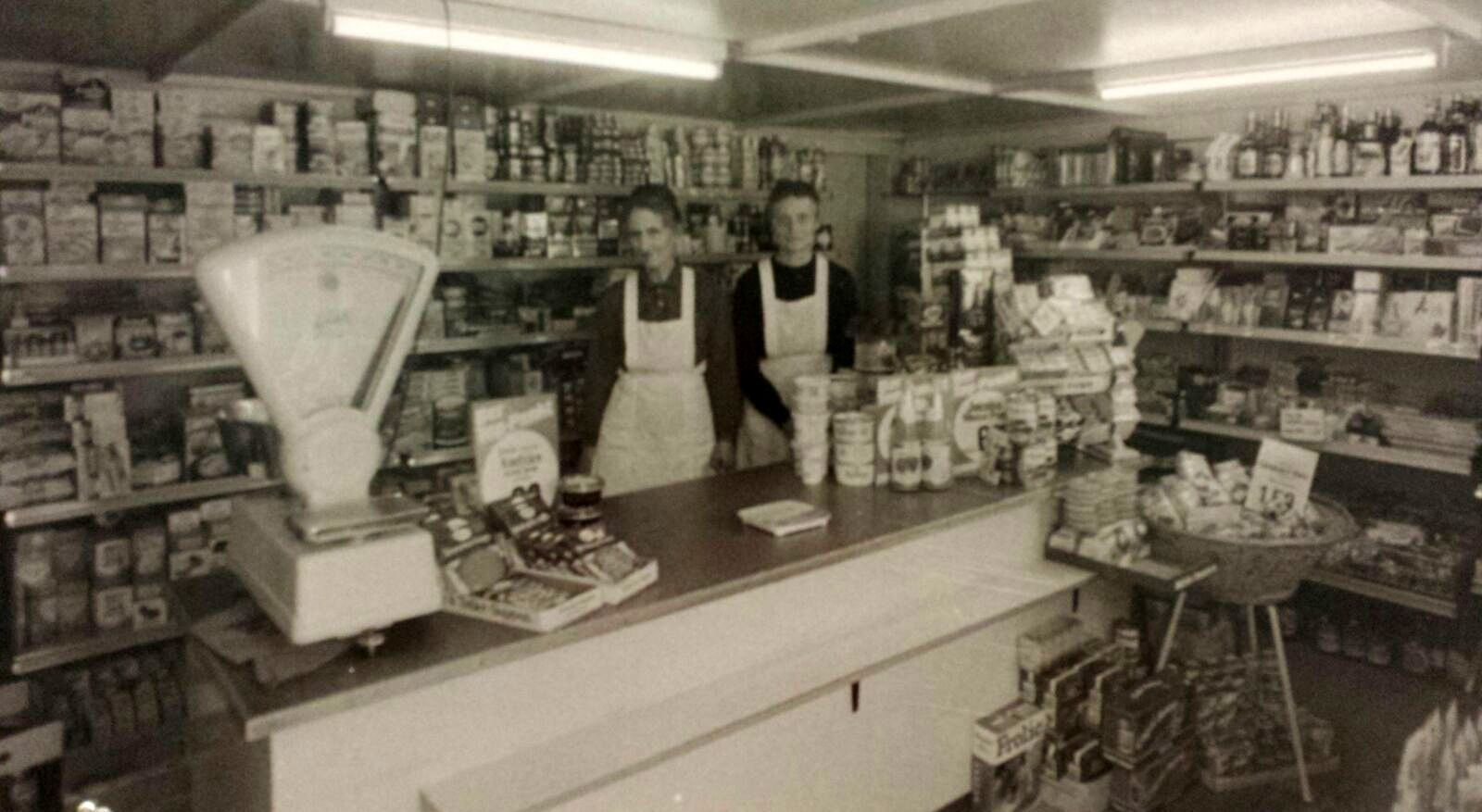
Geschwister Petucco

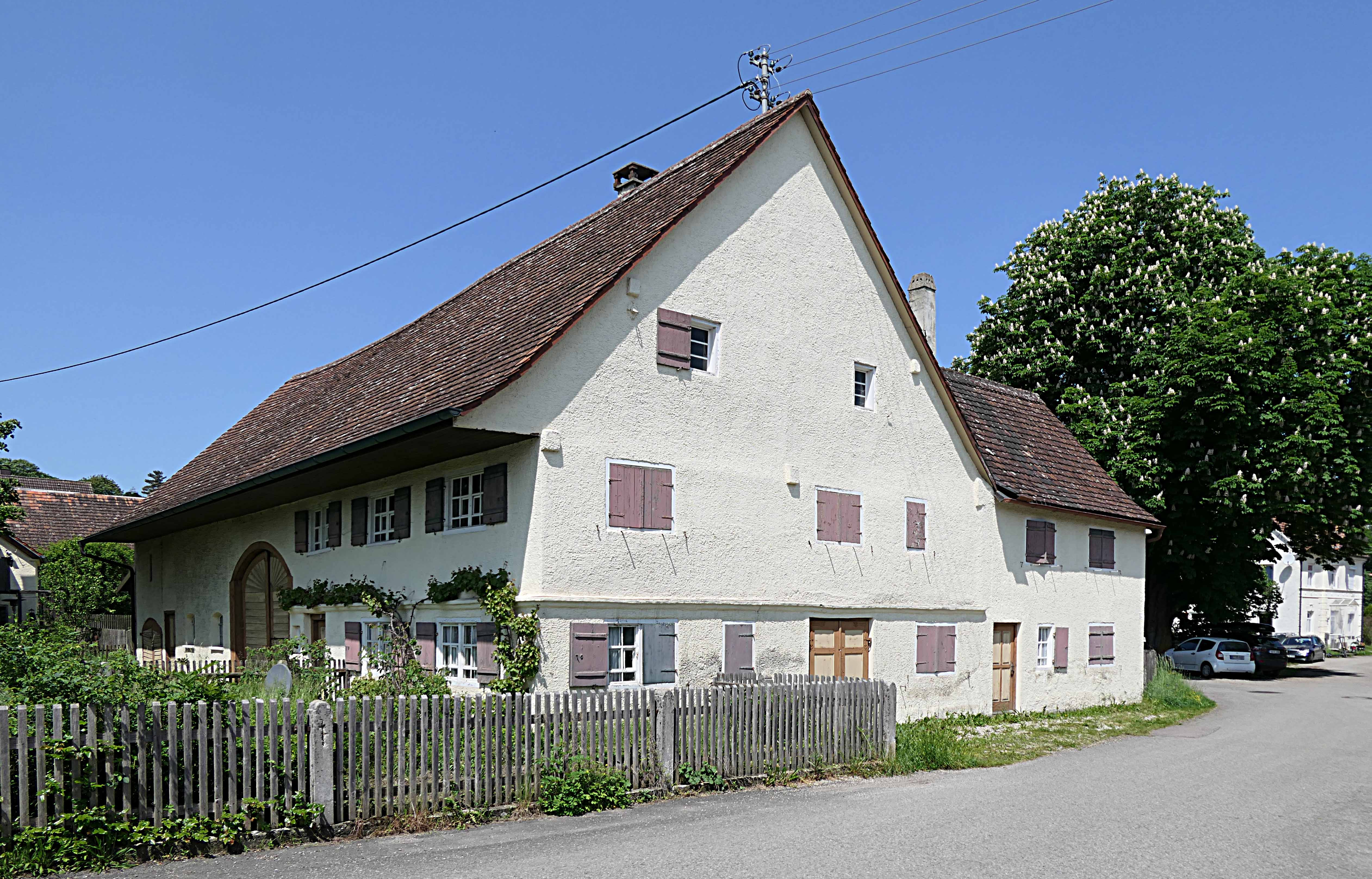
Hauptstr. 50 Bauernhaus St. Medardus in Tannheim (Württemberg)